# Joseph Deroyer
Joseph Deroyer, né le 24 septembre 1824 à Saint-Étienne-en-Coglès (Ille-et-Vilaine) et mort le 7 juin 1889 à Saint-Étienne-en-Coglès, est un homme politique français.

## Biographie
Il est député républicain des Côtes-du-Nord de 1882 à 1885, élu lors d'une élection partielle. Il ne se représente pas en 1885.

## Sources
- « Joseph Deroyer », dans Adolphe Robert et Gaston Cougny, Dictionnaire des parlementaires français, Edgar Bourloton, 1889-1891 [détail de l’édition]